# Adel Bagrou
Adel Bagrou, عدل بكرو, ist eine Stadtgemeinde in der Verwaltungsregion Hodh Ech Chargui 
und ist Hauptstadt des Départements Adel Bagrou

## Geographie
Der Hauptort der Gemeinde Adel Bagrou liegt 990 Kilometer südöstlich von Nouakchott auf etwa 264 m Meereshöhe im Südosten des Landes. Die Grenze zwischen Mali und Mauretanien im Süden ist von der Stadtmitte knapp vier Kilometer entfernt.

## Bevölkerung
Die Bevölkerungszahl der Grenzstadt hat in den letzten Jahrzehnten stark zugenommen. Während 1977 nur 2.199 und 1988 6.020 Menschen in Adel Bagrou lebten, waren dies 2000 bereits 36.007. In den Jahren 2013 bis 2023 hat die Bevölkerungszahl der Stadtgemeinde allerdings von 47.829 auf 37.048 Einwohner abgenommen, verursacht durch die Errichtung der Orte Elmasgoul Lebyadh und Sivane als eigenständige Gemeinden. Der Hauptort Adel Begrou selbst hat 18.334 Einwohner (2023). Daneben gibt es noch 71 andere bewohnte Orte.